# خوسيه إييرو
خوسيه إييرو ديل ريال (بالإسبانية: José Hierro)‏ ولد في مدريد في 3 أبريل عام 1922. وعرف ب خوسيه إييرو أو بيبي إييرو، وهو شاعر إسباني ينتمي إلى ما يسمى بالجيل الأول بعد الحرب العالمية الثانية والذي يندرج تحت ما يسمى بشعر المشردين أو الشعر الوجودي، وقد نشر إييرو في مجلات إسبانية مثل جارسيلاسو وإسبادانيا. وتوفي في مدريد في 21 ديسمبر عام 2002.
ظل إييرو من خلال كتبه الأولى على هامش الاتجاهات السائدة وقرر استكمال أعمال خوان رامون خيمينيث، وأنطونيو ماتشادو، وبيدرو ساليناس، خيراردو دييجو وحتى أعمال روبين دارييو. وفي وقت لاحق عندما كان الشعر الاجتماعي في رواج، حيث قام بتأليف الشعر مع العديد من العناصر التجريبية مثل المجمع اللغوى، المونولوج الدرامي والأعمال التثقيفية.

## السيرة الذاتية
ولد في مدريد عام 1922 ، وعلى الرغم من قضاء الجزء الأكبر من حياته في كانتابريا الا ان اسرته انتقلت لتعيش في سانتاندير عندما كان يبلغ عامين تقريبا. وهناك درس الفن الصناعي، ولكنه وجد نفسه مجبر على ترك الدراسة عام 1936 مع بداية الحرب الأهلية الإسبانية.
ومع نهاية الحرب اعتقل خوسيه ووضع بالسجن لانتمائه إلى «منظمة لمساعدة السجناء السياسين»، وكان أحد هؤلاء السجناء هو ابوه، خواكين إييرو، هو أحد عاملى التلغراف الذي قام بقطع الكابل الذي كانت تريد الحكومة العسكرية ل بورغوس اثاره حامية سانتاندير في 18 يوليو عام 1936 ، وتم وضعه في السجن، وكذلك تم ايداع ابنه بالسجن لحصوله على معلومات عندما كان يزوره. قضى خمس سنوات مسجونا وتم الإفراج عنه في يناير عام 1944 في الكالا دى اينارس وعاش حتى 1946 في فالينسيا. وهناك وعلى قهوة القط الأسود، شارك في المنتدى الأدبي الذي كان يتردد عليه كل من ريكاردو بلاسكو، انجلينا جاتى، اليخاندرو، فيسنتى جاوس، بيدرو كابا لاندا. وشغل في ذلك الحين العديد من الأعمال في بانى لوكراندو.
و من خلال عمله دياريو اليرتا دى سانتاندير، قدم أول نقد تصويرى حول أعمال الرسام موديستو سيرويلوس (صديقه الحميم الذي توفى عام 2002)، هذا العمل الذي استمر عرضه في العديد من وسائل الاتصال، خاصة في الراديو الوطنى الاسبانى ودياريو اريبا في مدريد. وفي 1949تزوج من ماريا دى لوس انخليوس توررس. واسس مجلة برول مع كارلوس سالومون وحتى عام 1952 وجه منشورات لغرفه التجارة وغرفة الجمعية الزراعية ليستقر مؤخرا في مدريد حيت استانف مهنته ككاتب. عمل في CSIC والتحرير الوطنى. تعامل مع الأخرين في المجلات الشعرية كورسيل، إسبادانيا، غارسيلاسو، الشباب المبدع والشعر الإسباني. كما شارك في المؤتمرات الشعرية لسجوبيا من 17 إلى 24 يونيو عام 1952 ، وسلامنكا في الخامس من يوليو عام 1953 . وفي عام 1995 وتم تعيينه دكتور اونوريس كاوسا من قبل جامعة مينينديز وبيلايو الدولية في سانتاندير. بالإضافة إلى ذلك حصل على جائزة سيرفانتس كتكريم لمشوار حياته الكبير عام 1898 . واختير في عام 1999 كعضو في الأكاديمية الملكية الإسبانية. وتوفى بمنزله في مدريد في 21 ديسمبر عام 2002 عن عمر 80 سنه.
كان لديه تشاؤم غريب من عدم القدرة على الكتابة في منزله الخاص، وكان من الطبيعى ان نراه في مقهى افينيدا سيوداد دى برشلونة، في مدريد ; وفي هذا المقهى وغيره كتب جميع أعماله. ومع ذلك كان بطئ ودقيق ; والبعض من قصائده استغرق سنوات للوصول للشكل النهائى، وأيضا كان يكرس نفسه احيانا للرسم.
حصل خوسيه اييرو على جائزة ادونايس عام 1947 ، جائزة الشعر الوطنية (1953 و1999)، جائزة النقد عام (1958 و1965)، جائزة مؤسسه خوان مارش عام 1959 ، جائزة أمير أستورياس في الأدب عام 1981 ، جائزة مؤسسه بابلو اجلسياس عام 1986 ، جائزة الأدب الوطنى الاسبانى عام 1990 ، جائزة الملكة صوفيا لشعر أمريكا الاتينيه عام 1995 ، جائزة سيرفانتس عام 1998 ، الجائزة الأوروبية للآداب أريستيون وجائزة وثيقة النقد الثقافية عام 1999 .
اعتمد كأنبا لمانتابريا في 1982 .و في عام 2002 منحه مجلس مدينة مدريد الميدالية الذهبية للمدينة. وفي الخامس والعشرين من أبريل عام 2008 قامت مدينة سانتاندير بتكريمه من خلال وضع تمثال نصفى للشاعر في المنتزه وبجانب بويرتو شيكو، ويستوحى من ابيات أحد قصائده على الخليج ما يلى: «في حال إذا مت ووضعونى مجردا، مجردا بجانب البحر ستكون المياه الرمادية هي درعى ولن اكون قادرا على المقاومة».
كما يوجد له أيضا تمثال في سان سيباستيان دي لوس رييس (مدريد) امام المبنى الذي يضم جامعة خوسيه اييرو الشعبية. وفي هذا الموقع تعقد فعاليات الجائزة الوطنية لشعر خوسيه اييرو والتي تنظمها جامعة خوسيه اييرو الشعبية وتمنح جائزة وحيدة قدرها 15000 يورو. وفي كابيزون دى لا سال (كانتابريا) تم تكريمه أيضا من خلال وضع تمثال اخر له في كوندى سان دييجو وهو المكان الذي كان يزوره كل عام لحضور منتدى يوم كانتابريا.

## تحليل أعماله
ظهرت اشعاره الأولى في العديد من إصدارات جبهة الجمهورية. وبنهاية الصراعات، قضى أربع سنوات في السجن، وهذه التجربة لها علامات لا تمحى. ومن هنا، وبمجرد الظهور مرة أخرى في المشهد الغنائي في الأربعينيات بكتابين متقاربين، استدعى من خلالها الرواسب المريرة لسيرته الذاتية والتي أعطت شعره نجاح نادر من بين الشعراء الشباب. الكتاب الأول يسمى الأرض بدوننا عام (1947)، وتدل هذه التسمية على معنى محزن راسخ، ليس فقط هذا الكتاب ولكن الكثير من أعماله بها آثار ناجمة عن الحرب: تعيش في الوطن يوم ويبدو فيه الخراب. والكتاب الثاني هو السعادة (1947) الذي حصل على جائزة أدونايس وهو انعكاس لأفكار عمله الأرض بدوننا. فيما أن كتاب مع الحجارة، مع الريح (1950) هو شهادة خبرة للحب وكذلك الفشل.
و بدأ بعمله كون كنتا دى 46 في عام 1953 باكتشاف طريق التضامن لذى لم يكن ابدا غريب على إييرو، ولكن حتى الآن مازال في الظل، ليس هذا فقط ولكن هذا العمل يعد من قبيل الشعر الاجتماعي، وبمرور السنوات تحرر من هذا الاختلاف والأليات للواقعية التي كانت تقيد الشعر الإسباني آنذاك.
يعتبر عمله عندما رأيت نفسي ضد الواقعية، وهذا الكتاب يبرز العناية بالألفاظ ومجالات الابتكار والإبداع التي تبعد عن الزمان والوقت ليصل إلى (لغز صوت الكهف).
و هذه العنالصر بدت أكثر وضوحا في كتاب (الهلاوس) عام 1964 حيث تميز بسياق قوى وغير عقلانى الذي وجد في كثير من الأبيات، وهذه القصائد قد كسرت بالتأكيد كل القيود الزمانية والمكانية.
وفي عام 1974 نشرت طبعة جديده من كتابه عندما رايت نفسى، وعام 1991 صدر كتابه الشعرى بعنوان (المذكرات)، وفي نهايه عام 1995 صدر (شعارات العصبية الشعاعية)، ومع نهاية التسعينات صدر (مفكرة نيويورك) ويعتبر هذا الكتاب بمثابه تحفة فنيه معاصرة.
يعد شعره مذكر بقوة ويعمق الالفه التي قد ضعفت في وقت لا رحمه فيه. ويمكن ان نرى في أعماله تاثره ب خيراردو دييجو.و قد بدأ ذلك مع شهادة الاحتجاج، ذاكرة طفل اثناء الحرب، في حين انه لم يكن من شعراء الشعر الاجتماعى، ولكن شيئا ف شيئا أصبح أكثر اجتماعية ووجودية.

## أعماله

### الشعرية
- فرحه (1947)[3]
- ارض بدوننا (1947)
- مع الأحجار، مع الريح (1950)
- تماثيل مستلقيه (1955)
- كتاب الهلاوس (1964)
- اجنده (1991)
- ما قبل التاريخ الأدبي (1991)
- دفتر نيويورك (1998)
- باقيين في الظل (2002)

### مختارات شعرية
- قصائد كامله (1962)
- ملاحه (1989)
- قصائد (1999)
- خوسيه اييرو. قصائد كامله (2009)

### أعمال أخرى
- مشاكل تحليل اللغة الأخلاقية (1970)، مقال.
- انعكاسات حول شعري (1984)، مقال.
- خمسة عشر يوما عطلات (1984)، نثر.

## وصلات خارجية
- خوسيه إييرو على موقع مونزينجر (الألمانية)
- خوسيه إييرو على موقع ميوزك برينز (الإنجليزية)
- خوسيه إييرو على موقع ديسكوغز (الإنجليزية)

- http://cvc.cervantes.es/literatura/escritores/hierro/
- http://amediavoz.com/hierro.htm
- http://www.poesi.as/indexjh.htm
- http://www.cervantesvirtual.com/FichaAutor.html?Ref=5026
- http://www.elmundo.es/encuentros/invitados/2001/03/205/
- http://www.fpa.es/es/